# Eva-Walzer
Der Eva-Walzer ist ein Walzer nach Motiven von Johann Strauss (Sohn) ohne Opus-Zahl. Das Werk wurde im Januar 1892 von Militärkapellen in Wien erstmals aufgeführt.